# أخوية

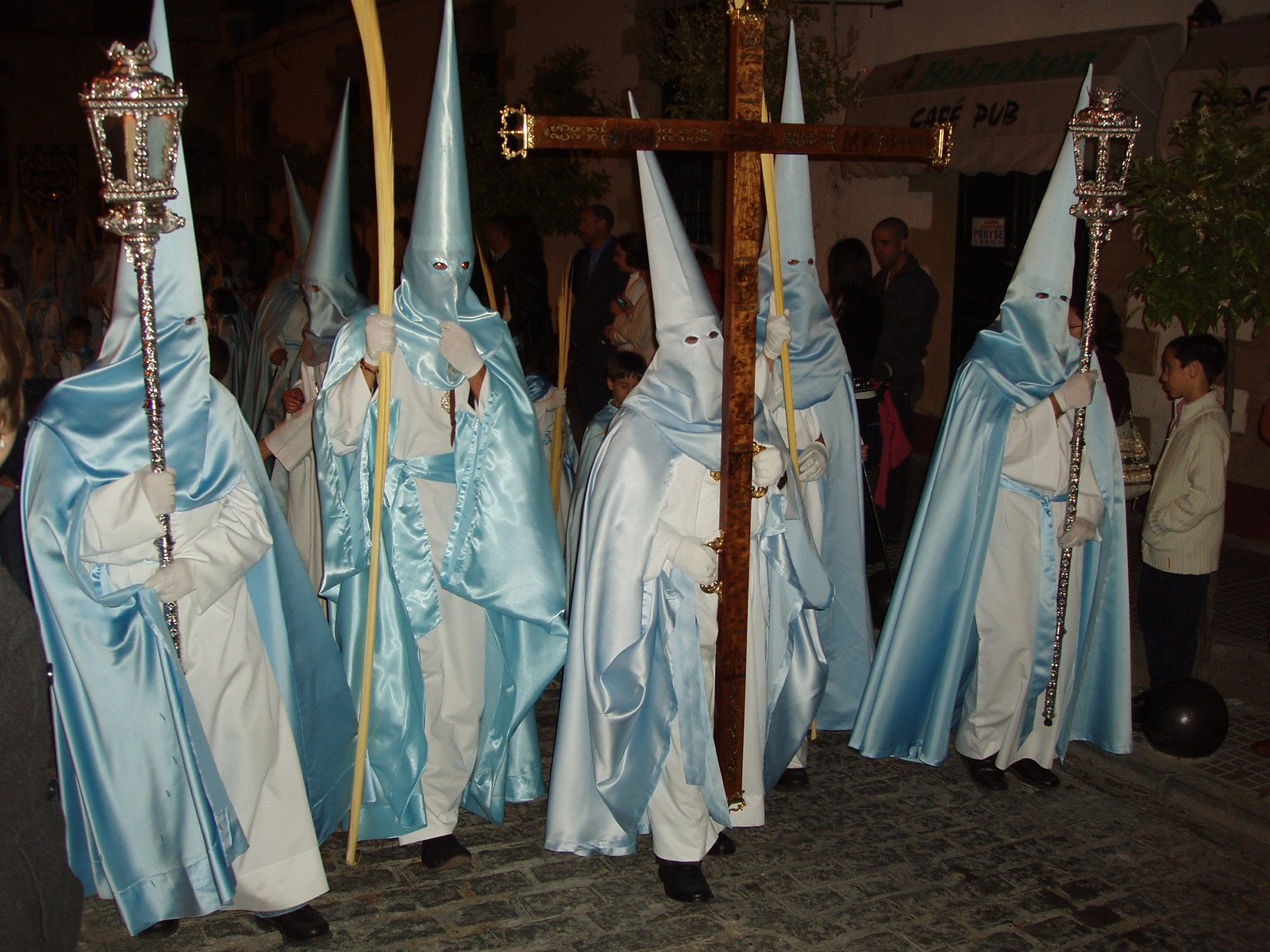

أخوية أو جمعية دينية أو رابطة (بالإسبانية: Cofradía) هو مُصطلح يُشير بشكل عام وعالمي إلى أنواع مُختلفة من التجمعات مثل الأخوة أو النقابة أو الشركة أو اتحاد أو اجتماع الأفراد. في المجال المسيحي، وبشكل أكثر تحديدًا في الكنيسة الكاثوليكية، تُشير الأخوية إلى أنماط مُختلفة من رابطة الأوفياء والمُؤمنين، سواء بصورة عامة أو خاصة، والتي تم إنشاؤها وفقًا لشرائع الباب الخامس من القانون الكنسي.</ref>cofrade<ref>